# Heinz Stalder
Heinz Stalder (* 1. Juli 1939 in Allenlüften, Kanton Bern) ist ein Schweizer Schriftsteller.

## Leben
Heinz Stalder war als Bau- und Kunstschlosser in Bern tätig. Von 1962 bis 1966 arbeitete er in einer Fabrik und besuchte daneben ein Abendgymnasium. Von 1966 bis 1968 durchlief er eine Ausbildung an der Lehramtsschule in Luzern, und ab 1968 war er Lehrer in Biel und Kriens. Später arbeitete er als Journalist. 1985 nahm er am Ingeborg-Bachmann-Wettbewerb in Klagenfurt teil. Stalder lebt heute in Kriens und London.
Heinz Stalder ist Verfasser von Erzählungen, Reportagen, Gedichten, Theaterstücken und Hörspielen; er schreibt zum Teil auch in Mundart.
Heinz Stalder ist Mitglied des Verbandes Autorinnen und Autoren der Schweiz.

## Auszeichnungen
- 1974 Anerkennungspreis der Stadt Luzern
- 1979 Welti-Preis für das Drama
- 1991 London-Stipendium der Zuger Kulturstiftung Landis & Gyr
- 1995 Kunst- und Kulturpreis der Stadt Luzern
- 1997 New-York-Stipendium des Kantons Bern
- 1998 Kunstpreis der Gemeinde Kriens
- 2005 Schweizer Kinder- und Jugendmedienpreis
- 2005  Hörspielpreis der Stiftung Radio Basel für Bach ist Trumpf
- 2006 Anerkennungspreis der Marianne-und-Curt-Dienemann-Stiftung

## Werke
- Ching hei si gnue. Bern 1970
- Angu. Bern 1971
- 96 Liebesgedichte und 20 Pullover. Bern 1974
- Ein Pestalozzi. Ein Stück in zwei Akten. Reinbek bei Hamburg 1979
- Das schweigende Gewicht. Erzählung. Rowohlt, Reinbek bei Hamburg 1981, ISBN 3-499-25159-0
- Lerchenfeld, Knorz und Loch. Reinbek b. Hamburg 1982
- Marschieren. Roman. Nagel und Kimche, Zürich 1984, ISBN 3-312-00106-4
- Der Todesfahrer. Reinbek bei Hamburg 1985
- Die Hintermänner. Roman. Nagel und Kimche, Zürich 1986, ISBN 3-312-00125-0.
- Sandgestrahlt. Reinbek bei Hamburg 1988
- Fischbach oder Wi Ungehüür us Amerika. Köln 1990
- Londoner Textstücke. Luzern 1993
- Europa – ein Hemingwaygefühl? Abenteuernischen für Individualisten. Edition Interfrom, Zürich 1994, ISBN 3-7201-5261-8
- Hellträumer. Köln 1995
- Vo Gschicht zu Gschicht ... wie neu geboren. Luzern 2004 (zusammen mit Irena Brezná und Yusuf Yeşilöz)
- 52 Sinnbilder. Eine Begegnung mit Hergiswald. Pro Libro, Luzern 2006, ISBN 978-3-9523163-2-0
- 1001 See. Finnische Mythen und Momente. Pro Libro, Luzern 2010, ISBN 978-3-905927-01-6
- Krummen. Roman. Verlag Martin Wallimann, Alpnach 2013, ISBN 978-3-905969-24-5
- Bärenlieder. Roman. Pro Libro, Luzern 2016, ISBN 978-3-905927-49-8
- Die tausend Leben der Ursula Jones. Zwischen Luzern und London, Musik und Archäologie. NZZ Libro, Zürich 2017, ISBN 978-3-03810-275-5
- Frédéric de Cergnaux. Roman. Zytglogge, Basel 2020, ISBN 978-3-7296-5053-4
- Veilchenblau. Erzählungen. Edition bücherlese, Luzern 2024, ISBN 978-3-03981-002-4.

### Übersetzungen
- Victor Haim: Die Magd. Zürich 1980